# William Shatner
William Shatner (* 22. března 1931 Montréal, Québec, Kanada) je kanadský herec a držitel cen Emmy, Saturn a Zlatého glóbu.

## Osobní život
Shatner se narodil v Montrealu v Québecu v Kanadě do rodiny Josepha Shatnera, výrobce oblečení, a Anny Germaise. Všichni jeho prarodiče byli židovští emigranti ze střední a východní Evropy. Jeho dědeček Wolf Schattner zkrátil rodinné jméno na Shatner. William Shatner chodil na základní školu Wellingdon Elementary School v Montrealu a v roce 1952 získal titul bakaláře obchodu na McGillově univerzitě. V roce 1993 byla budova studentské unie na této univerzitě přejmenována na The Shatner Building. Rozhodli o tom sami studenti v referendu, ale vedení univerzity toto jméno nikdy oficiálně neuznalo.
V divadle začínal jako herec, který hrával většinou role ve hrách Williama Shakespeara. Mezi jeho první role patřilo i účinkování ve hře Jindřich V. Těsně nato Shatner debutoval i na Broadwayi. Následovaly role v seriálu Star Trek a T.J. Hooker, ale i mnohé menší filmové role. Do povědomí diváků se zapsal rolí kapitána Jamese T. Kirka, velitele lodi USS Enterprise ze seriálu Star Trek v letech 1966–1969. Tuto postavu si rovněž zahrál i v sedmi navazujících celovečerních filmech. Napsal rovněž řadu knih o svých zkušenostech s rolí Jamese T. Kirka a hraním ve Star Treku. V letech 1982 až 1986 ztvárnil postavu policejního seržanta T. J. Hookera ve stejnojmenném seriálu. Od té doby se živil jako muzikant, spisovatel, filmový a televizní producent a režisér. V letech 2004–2008 hrál v seriálu Kauzy z Bostonu postavu právníka Dennyho Crana, za kterou získal cenu Emmy a Zlatý glóbus.
Jako režisér natočil filmy Star Trek V: Nejzazší hranice (1989) a Návštěvník (2002) a dokumenty Mind Meld (2001) a The Captains (2011).
Za svoji kariéru Shatner získal mnohá ocenění, včetně vlastních hvězd na Kanadském chodníku slávy v Torontu a Hollywoodském chodníku slávy.
Dne 13. října 2021 se stal ve svých 90 letech nejstarším člověkem ve vesmíru, když se jako turista zúčastnil suborbitálního letu NS-18 společnosti Blue Origin.